# Joseph Weigl
Joseph Weigl (født 28. marts 1766, død 3. februar 1846) var en østrigsk komponist.
Weigl var elev af Salieri og Albrechtsberger og en af samtiden skattet operakomponist; navnlig hans sangspil Die
Schweizerfamilie fandt stor yndest og udbredelse.
Weigl var kapelmester ved Wiener-operaen; i sine senere år beskæftigede han sig mest med komposition af kirkemusik.